# Јефто Бошњак
Јефто Бошњак (Подосје, код Билеће, 10. мај 1918 — Брштаница, код Неума, 2. мај 1942), борац-пушкомитраљезац Јужнохерцеговачког партизанског одреда и народни херој Југославије.

## Биографија
Рођен је 10. маја 1918. године у селу Подосоју, код Билеће. Потиче из земљорадничке породице. Основну школу завршио је 1928. године у Билећи. До 1933. године живео је у родном месту и бавио се земљорадњом, а затим је радио у Билећи у Никшићу као шумарски радник фирме „Омбла“ и „Зета“. У Никшићу је дошао у додир с радничким покретом и Комунистичком партијом Југославије.
Рат га је затекао на одслужењу војног рока у авијацији, у месту Рајлове. После капитулације Војске Краљевине Југославије, вратио се у Билећу и укључио у припреме за устанак, заједно с групом скојеваца и комуниста. Крајем јуна 1941. године, усташе су га ухапсиле и затвариле у Билећи. После два дана мучења, иако везаних руку, успео је да обори стражара и побегне испред усташа у село Љубишиће, где се повезао са устаницима.
Крајем августа 1941. године, као борац устаничке чете из Подосоја, учествовао је у борбама против усташко-домобранских снага око Билеће. Међу првима је ступио у партизанску чету свога села, која је била у саставу Билећког партизанског батаљона. Учествовао у бројним борбама овог батаљона против усташко-домобранских и италијанских снага на правцу Требиње-Билећа и Билећа-Никшић у другој половини 1941. и почетком 1942. године.
Крајем јануара 1942. године био је упућен у Први ударни партизански батаљон, који је у зиму и пролеће 1942. године водио борбе с италијанским, усташко-домобранским и четничким снагама у северноисточној Херцеговини, око Гацка и Невесиња. У пролеће 1942. године херцеговачки партизански ударни батаљони нанели су непријатељима тешке губитке и до маја 1942. ослободили највећи део источне, северне и југоисточне Херцеговине. Почетком априла 1942. године је постао члан Комунистичке партије Југославије.
Крајем априла и почетком маја 1942. године Јужнохерцеговачки партизански одред, у коме се налазио и Јефто Бошњак, продро је дубоко у непријатељску позадину, у долину реке Неретве, у правцу Чапљине и Метковића. Тада је ослобођен велики број села, и непријатељу су нанети велики губици у људству и ратном материјалу. Најтеже борбе вођене су код Пребиловаца, код Чапљине, против веома јаких усташко-домобранских и италијанских снага. У тим борбама, као водник једног вода, Јефто се са својим пушкомитраљезом, налазио у првим борбеним редовима.
Јуришајући на италијанске утврђене положаје код Храсна, недалеко од железничке станице Брштаница, 2. маја 1942. године Јефто је улетео међу италијанске војнике, који су у били изненађени и у страху бацили оружје. Приликом овог јуриша Јефто је био смртно рањен. Посљедњом снагом придржавајући једном руком изрешетани стомак, а другом носећи пушкомитраљез, успео је да допуже до својих другова, где је убрзо умро. Његове последње речи биле су: „Другови, ја погибох, чувајте ми митраљез!“.
На предлог Оперативног штаба НОП одреда за Херцеговину, маја 1942. године, Јефто Бошњак је проглашен за народног хероја. Његову смрт и проглашење за народног хероја пренела је и радио-станица „Слободна Југославија“. Стицајем околности, ово проглашење за народног хероја није било регистровано, па је поново за народног хероја проглашен 24. јуна 1953. године.